# 农民协会旧址
农民协会旧址，位于中国广东省河源市紫金县紫城镇钟氏宗祠，为紫金县的一个县级文物保护单位，类型为近现代重要史迹及代表性建筑，公布时间为1987年6月。
农民协会旧址的历史年代为1925-1927。